# Blepharipa tibialis
Blepharipa tibialis là một loài ruồi trong họ Tachinidae.